# 17412 Кроль
17412 Кроль (17412 Kroll) — астероїд головного поясу, відкритий 24 травня 1988 року.
Тіссеранів параметр щодо Юпітера — 3,501.